# Francesco Vaccaro (pittore)
Francesco Vaccaro, o Vaccari (Bologna, 1636 circa – 1687 circa), è stato un pittore, incisore e intagliatore italiano.
Nato a Bologna intorno al 1636, poco si sa sulla sua formazione artistica, se non che fu allievo a Bologna di Francesco Albani e che fu pittore, acquafortista e intagliatore che amava riprodurre vedute e paesaggi architettonici firmando le proprie opere con la dicitura "Fr. Vaccaro fec.".
Pubblicò ed illustrò un trattato sulla prospettiva, dal titolo Vedute e prospettive di rovine, fontane ed edifizii d'Italia, di cui due tavole sono conservate presso la Pinacoteca Repossi di Chiari, in provincia di Brescia, mentre altre quattro si trovano presso il British Museum di Londra; Corredò egli stesso il trattato con 12 acqueforti in rame, che riprendono vedute prospettiche di rovine e piccole architetture.
L'attività da pittore del Vaccari fu invece principalmente volta alla decorazione di palazzi nobiliari della sua città natale e delle città limitrofe: lo storico dell'arte Carlo Cesare Malvasia (1616-1693) annotava, nella sua opera Felsina pittrice del 1769 -quindi ottant'anni circa dopo la morte del pittore- che il Vaccari aveva dipinto «gli ornati a fresco di chiaroscuro nella cappella di s.Apollonia, nella chiesa de' santi Vitale ed Agricola; [...] e nel palazzo Vizzani dipinse due stanze, [...] due camere nel palazzo de' Ratta». Poi aggiungeva che «nel palazzo de'Fontana di s.Mamolo dipinse tutta una galleria fino a terra con diversi puttini e architetture» ma che essendo egli stesso andato a vedere quell'opera per descriverla nel suo libro la trovava «all'uso moderno, tutta ricoperta di bianco». Era quindi già stata cancellata dai padroni del palazzo e ricoperta di intonaco bianco.
Sempre secondo il Malvasia, verso l'anno 1670 il Vaccari espatriò segretamente da Bologna, pare per non dovere testimoniare circa un omicidio compiuto da un suo conoscente e di lui non si ebbe più notizia alcuna.